# Gmina zbiorowa Eystrup
Gmina zbiorowa Eystrup (niem. Samtgemeinde Eystrup) – dawna gmina zbiorowa położona w niemieckim kraju związkowym Dolna Saksonia, w Nienburg (Weser). Siedziba administracji gminy zbiorowej znajdowała się w miejscowości Eystrup. 
1 stycznia 2011 gmina zbiorowa połączona została z gminą zbiorową Grafschaft Hoya. 

## Podział administracyjny
Do gminy zbiorowej Eystrup należały cztery gminy:
1. Eystrup
2. Gandesbergen
3. Hämelhausen
4. Hassel (Weser)